# Jurijs Ševļakovs
Jurijs Ševļakovs (Moscou, Rússia, 24 de gener de 1959) és un exfutbolista letó d'origen rus, que jugava com a defensa i que és actualment entrenador de futbol. Fou internacional amb Letònia en 44 ocasions. Pel que fa a clubs, jugà al Daugava Riga.

## Palmarès
- Futbolista letó de l'any - 1997
- Lliga letona de futbol - 4 (1994-1997)
- Copa letona de futbol - 2 (1995, 1997)
- Millor defensa de la Virslīga - 3 (1994-1996)